# Buissard
Cet article concerne la commune de Buissard. Pour le riou de Buissard, voir Buissard (rivière).
Buissard est une commune française située dans le département des Hautes-Alpes, en région Provence-Alpes-Côte d'Azur.
Ses habitants sont appelés les Buissardins.

## Géographie

### Situation
Buissard est située sur la rive droite du Drac, en bas des pentes du pic Queyrel, au sud-ouest du massif des Écrins. La commune a la forme d'un triangle bordé par le torrent de Buissard au nord et à l'ouest, le ravin de la Chapelle à l'est, et le Drac au sud. Le territoire de la commune, fortement accidenté, est constitué de bocages herbeux ; le voisinage du Drac associe taillis et étendues caillouteuses.

### Communes limitrophes
- Saint-Julien-en-Champsaur à l'ouest et au nord
- Saint-Michel-de-Chaillol au nord-est
- Chabottes à l'est
- Forest-Saint-Julien au sud.

### Géologie et relief
La superficie de la commune est de 292 hectares ; l'altitude varie entre 1 026 et 1 340 mètres.

### Voies de communication et transports
La route de Saint-Bonnet à Chabottes passe au bas de la commune. On n'accède aux villages de Buissard ou de Rissents que par deux petites routes montant de la « nationale », qui se croisent entre les deux villages.
Saint-Bonnet-en-Champsaur, chef-lieu du canton, est à six kilomètres à l'ouest de Buissard. Gap, la préfecture, est à une vingtaine de kilomètres au sud, par Pont-de-Frappe et le col de Manse.

### Climat
Pour des articles plus généraux, voir Climat de Provence-Alpes-Côte d'Azur et Climat des Hautes-Alpes.
En 2010, le climat de la commune est de type climat de montagne, selon une étude du Centre national de la recherche scientifique s'appuyant sur une série de données couvrant la période 1971-2000. En 2020, Météo-France publie une typologie des climats de la France métropolitaine dans laquelle la commune est exposée à un climat de montagne ou de marges de montagne et est dans la région climatique Alpes du sud, caractérisée par une pluviométrie annuelle de 850 à 1 000 mm, minimale en été.
Pour la période 1971-2000, la température annuelle moyenne est de 8,1 °C, avec une amplitude thermique annuelle de 16,8 °C. Le cumul annuel moyen de précipitations est de 1 021 mm, avec 8,1 jours de précipitations en janvier et 6,2 jours en juillet. Pour la période 1991-2020, la température moyenne annuelle observée sur la station météorologique de Météo-France la plus proche, « Saint-Bonnet Champsaur », sur la commune de Saint-Bonnet-en-Champsaur à 6 km à vol d'oiseau, est de 8,9 °C et le cumul annuel moyen de précipitations est de 1 085,8 mm. 
La température maximale relevée sur cette station est de 35 °C, atteinte le 28 juillet 2005 ; la température minimale est de −19 °C, atteinte le 12 janvier 1987,,.
Les paramètres climatiques de la commune ont été estimés pour le milieu du siècle (2041-2070) selon différents scénarios d'émission de gaz à effet de serre à partir des nouvelles projections climatiques de référence DRIAS-2020. Ils sont consultables sur un site dédié publié par Météo-France en novembre 2022.

## Urbanisme

### Typologie
Au 1er janvier 2024, Buissard est catégorisée commune rurale à habitat dispersé, selon la nouvelle grille communale de densité à 7 niveaux définie par l'Insee en 2022.
Elle est située hors unité urbaine. Par ailleurs la commune fait partie de l'aire d'attraction de Gap, dont elle est une commune de la couronne,. Cette aire, qui regroupe 73 communes, est catégorisée dans les aires de 50 000 à moins de 200 000 habitants,.

### Occupation des sols
L'occupation des sols de la commune, telle qu'elle ressort de la base de données européenne d’occupation biophysique des sols Corine Land Cover (CLC), est marquée par l'importance des territoires agricoles (77,1 % en 2018), en augmentation par rapport à 1990 (75,6 %). La répartition détaillée en 2018 est la suivante :
zones agricoles hétérogènes (77 %), forêts (16,7 %), espaces ouverts, sans ou avec peu de végétation (5,9 %), milieux à végétation arbustive et/ou herbacée (0,2 %), prairies (0,1 %).
L'évolution de l’occupation des sols de la commune et de ses infrastructures peut être observée sur les différentes représentations cartographiques du territoire : la carte de Cassini (XVIIIe siècle), la carte d'état-major (1820-1866) et les cartes ou photos aériennes de l'IGN pour la période actuelle (1950 à aujourd'hui).

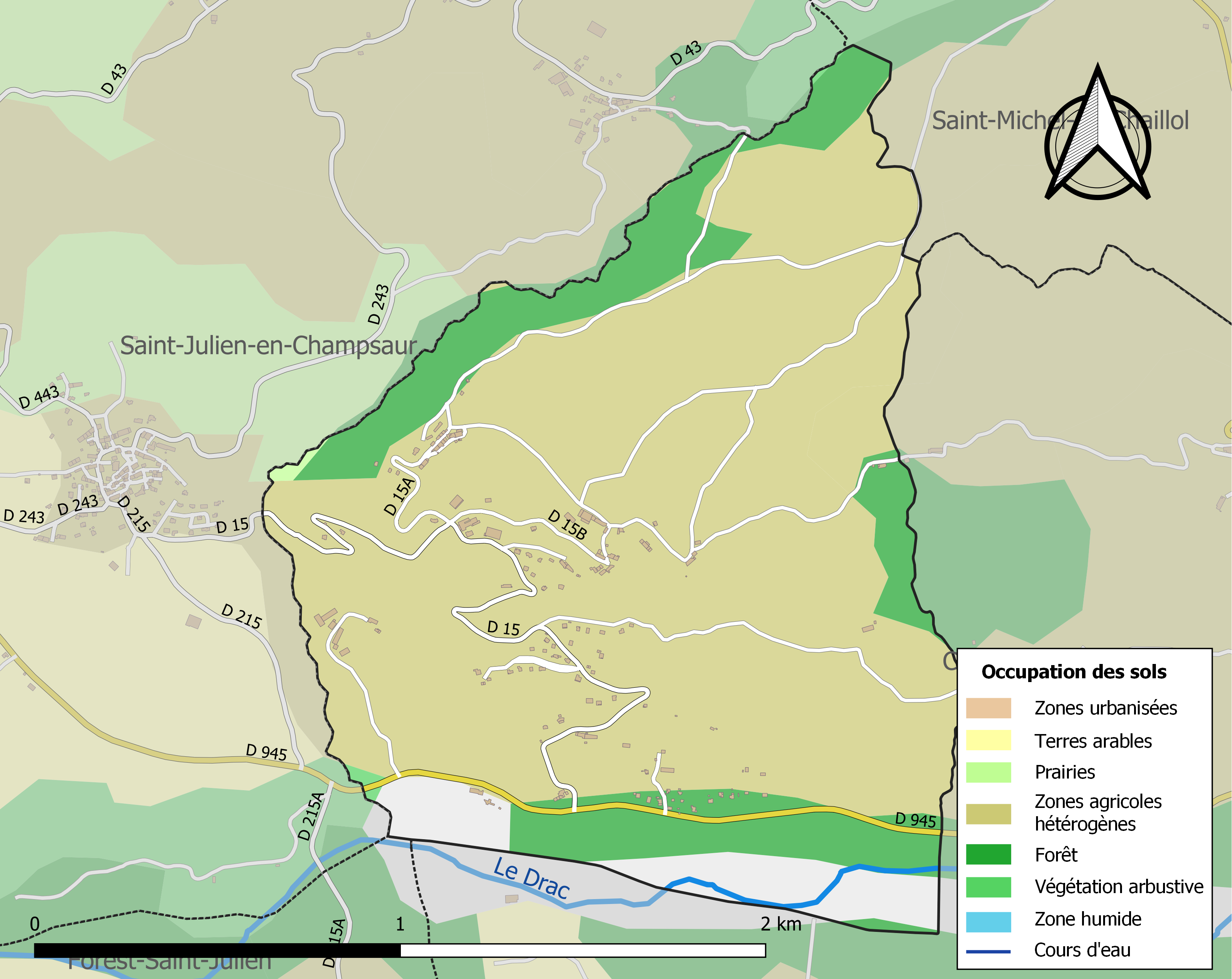
Carte de l'occupation des sols de la commune en 2018 (CLC).

### Lieudits et hameaux
La population de la commune est principalement regroupée dans deux villages : Buissard, qui donne son nom à la commune, au centre, et Rissents, le chef-lieu administratif, à l'ouest, sur un promontoire. Des constructions nouvelles se développent le long de la route qui borde le Drac, autour du lieudit les Vachiers.

### Logement
En 2009, le nombre total de logements dans la commune était de 113, alors qu'il était de 84 en 1999.
Parmi ces logements, 70,3 % étaient des résidences principales, 28,7 % des résidences secondaires et 1,0 % des logements vacants. Ces logements étaient pour 80,8 % d'entre eux des maisons individuelles et pour 19,2 % des appartements.
La proportion des résidences principales, propriétés de leurs occupants était de 76,7 %, stable par rapport à 1999 (77,8 %).

## Toponymie
Le nom de la localité est attesté sous les formes Buxall en 1152 et Buyssardum en 1177.
Ce toponyme signifierait « buissonnière de mauvaise qualité », « Mauvais buissons ».

## Politique et administration

### Administration municipale
Le nombre d'habitants au dernier recensement étant compris entre 100 et 499, le nombre de membres du conseil municipal est de 11.

### Liste des maires

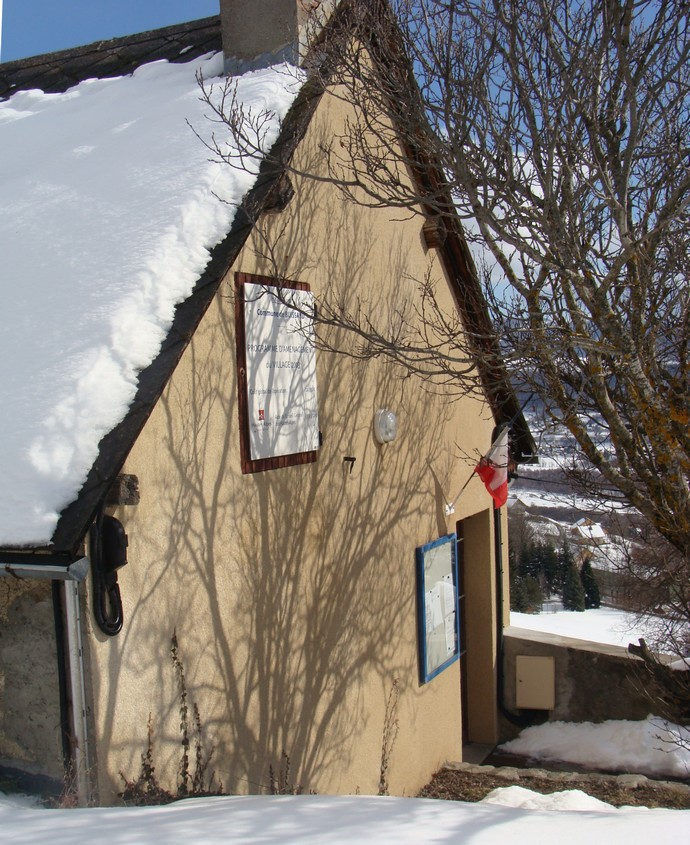
La mairie, au hameau de Rissents.

| Période                                  | Période   | Identité            | Étiquette | Qualité                                     |
| ---------------------------------------- | --------- | ------------------- | --------- | ------------------------------------------- |
| Les données manquantes sont à compléter. |           |                     |           |                                             |
| avant 1995                               | 2001      | Pierre Grand'Eury   | DVD       | Ancien pilote de chasse de l'Armée de l'Air |
| mars 1995                                | mars 2001 | Patrick Pellegrin   |           |                                             |
| mars 2001                                | mars 2008 | Jean-Pierre Vallet  |           |                                             |
| mars 2008                                | En cours  | Charles Paravisini, |           | Ancien cadre                                |

### Instances judiciaires et administratives
Buissard relève du tribunal d'instance de Gap, du tribunal de grande instance de Gap, de la cour d'appel de Grenoble, du tribunal pour enfants de Gap, du conseil de prud'hommes de Gap, du tribunal de commerce de Gap, du tribunal administratif de Marseille et de la cour administrative d'appel de Marseille.

### Jumelages
Au 13 août 2013, Buissard n'est jumelée avec aucune commune.

## Population et société

### Démographie
L'évolution du nombre d'habitants est connue à travers les recensements de la population effectués dans la commune depuis 1793. Pour les communes de moins de 10 000 habitants, une enquête de recensement portant sur toute la population est réalisée tous les cinq ans, les populations de référence des années intermédiaires étant quant à elles estimées par interpolation ou extrapolation. Pour la commune, le premier recensement exhaustif entrant dans le cadre du nouveau dispositif a été réalisé en 2007.

En 2022, la commune comptait 194 habitants, en évolution de −5,83 % par rapport à 2016 (Hautes-Alpes : +0,4 %, France hors Mayotte : +2,11 %).
| 1793 | 1800 | 1806 | 1821 | 1831 | 1836 | 1841 | 1846 | 1851 |
| ---- | ---- | ---- | ---- | ---- | ---- | ---- | ---- | ---- |
| 197  | 183  | 193  | 189  | 212  | 207  | 194  | 181  | 198  |

| 1856 | 1861 | 1866 | 1872 | 1876 | 1881 | 1886 | 1891 | 1896 |
| ---- | ---- | ---- | ---- | ---- | ---- | ---- | ---- | ---- |
| 187  | 189  | 193  | 173  | 154  | 152  | 176  | 142  | 142  |

| 1901 | 1906 | 1911 | 1921 | 1926 | 1931 | 1936 | 1946 | 1954 |
| ---- | ---- | ---- | ---- | ---- | ---- | ---- | ---- | ---- |
| 142  | 152  | 135  | 122  | 112  | 101  | 118  | 107  | 118  |

| 1962 | 1968 | 1975 | 1982 | 1990 | 1999 | 2006 | 2007 | 2012 |
| ---- | ---- | ---- | ---- | ---- | ---- | ---- | ---- | ---- |
| 109  | 102  | 91   | 111  | 100  | 100  | 156  | 164  | 186  |

| 2017 | 2022 | - | - | - | - | - | - | - |
| ---- | ---- | - | - | - | - | - | - | - |
| 208  | 194  | - | - | - | - | - | - | - |

### Enseignement
Buissard est située dans l'académie d'Aix-Marseille.
Elle n'administre ni école maternelle ni école élémentaire communales.

## Économie

### Revenus de la population et fiscalité
En 2010, le revenu fiscal médian par ménage était de 32 237 €, ce qui plaçait Buissard au 10 337e rang parmi les 31 525 communes de plus de 39 ménages en métropole.

### Emploi
En 2009, la population âgée de 15 à 64 ans s'élevait à 104 personnes, parmi lesquelles on comptait 77,9 % d'actifs dont 69,5 % ayant un emploi et 8,4 % de chômeurs.
On comptait 18 emplois dans la zone d'emploi, contre 19 en 1999. Le nombre d'actifs ayant un emploi résidant dans la zone d'emploi étant de 74, l'indicateur de concentration d'emploi est de 24,5 %, ce qui signifie que la zone d'emploi n'offre qu'un emploi pour quatre habitants actifs.

### Entreprises et commerces
Au 31 décembre 2010, Buissard comptait 25 établissements : 11 dans l’agriculture-sylviculture-pêche, 3 dans l'industrie, 4 dans la construction, 2 dans le commerce-transports-services divers et 5 relatifs au secteur administratif.
En 2011, trois entreprises ont été créées à Buissard.
Un chantier d'extraction de matériaux du lit du Drac est installé au pied de Buissard.

## Culture locale et patrimoine

### Lieux et monuments

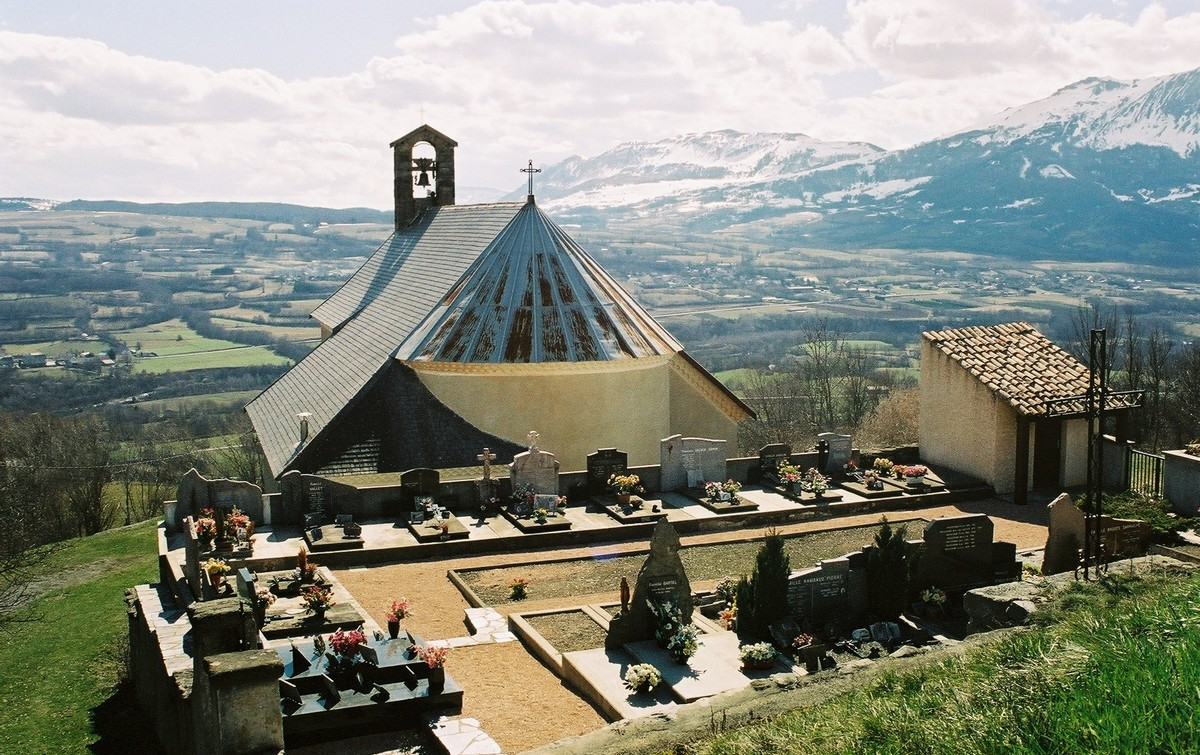
L'église au hameau de Rissents.

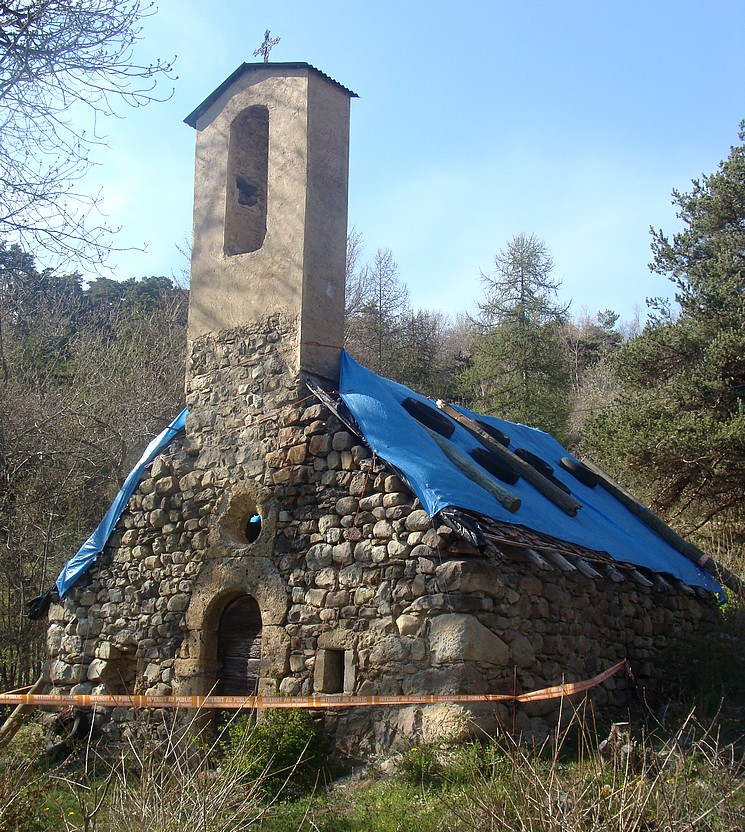
La chapelle des Michauds, avant sa récente restauration.

La commune contient quatre monuments et neuf objets répertoriés à l'inventaire général du patrimoine culturel :
- une ferme construite en 1774[28] où l'on peut voir un linteau remarquable[29] ;
- l'église paroissiale Saint-Barthélémy construite en 1848-1859 et sise au lieu-dit Rissents[30] qui contient elle-même :
  - le tableau Remise du Rosaire à saint Dominique et sainte Catherine de Sienne[31],
  - le tableau la Bonne mort de saint Joseph[32],
  - le tableau Martyre de saint Barthélémy[33],
  - la croix de procession[34],
  - la statuette Immaculée Conception[35],
  - la statue saint Joseph[36],
  - l'autel[37],
  - le mobilier[38] ;
- une ferme construite en 1859[39] ;
- des fermes construites entre 1774 et 1872[40].

La chapelle Saint-Arnoux, dite chapelle des Michauds des Michels : non répertoriée à l'inventaire, elle fait l'objet d'un projet de restauration par l'association Culture et Patrimoine de Buissard, soutenu et financé par la Fondation du patrimoine.

## Héraldique
| Blason de Buissard | Blason  | Écartelé: au 1 d'or à un dauphin d'azur, barbé, crêté, lorré, oreillé et peautré de gueules et au chef d'azur chargé de trois fleurs de lis d'or, au 2 de gueules à un arbre d'argent à dextre et à une chapelle du même à senestre accompagnés d'un soleil dor mouvant de l'angle senestre du chef, au 3 de sinople à une tête de bouquetin d'argent, au 4 d'or à une vache de tenné accornée, accolée et clarinée d'azur sur laquelle est brochant son veau contourné aussi de tenné. |
| Blason de Buissard | Détails | Créé par JF Binon. Bulletin municipal Le Courrier Buissardin No 4, janvier 2024. |